# Salle de conférence
 (avril 2020).

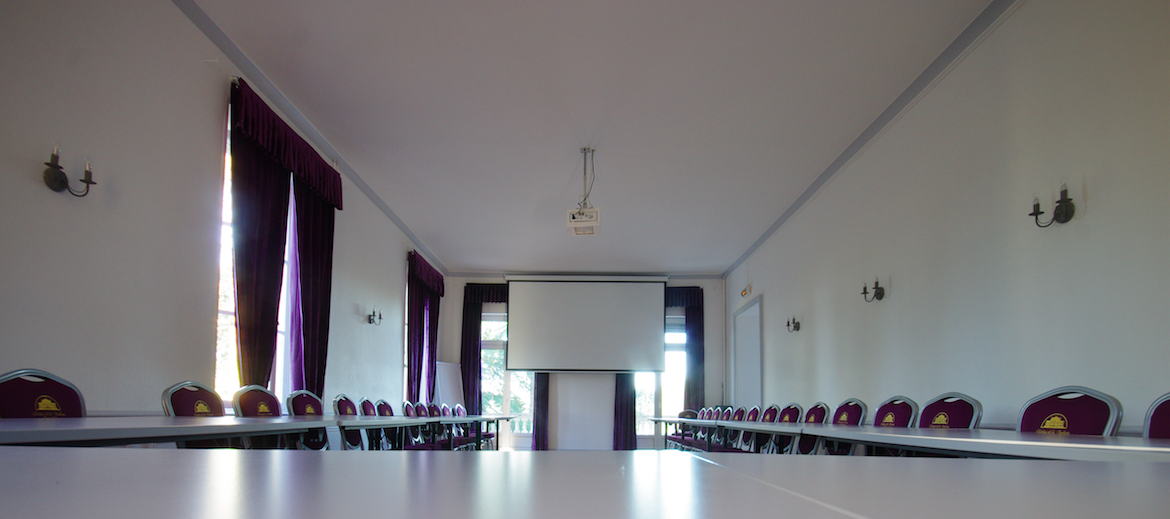
Salle de conférence

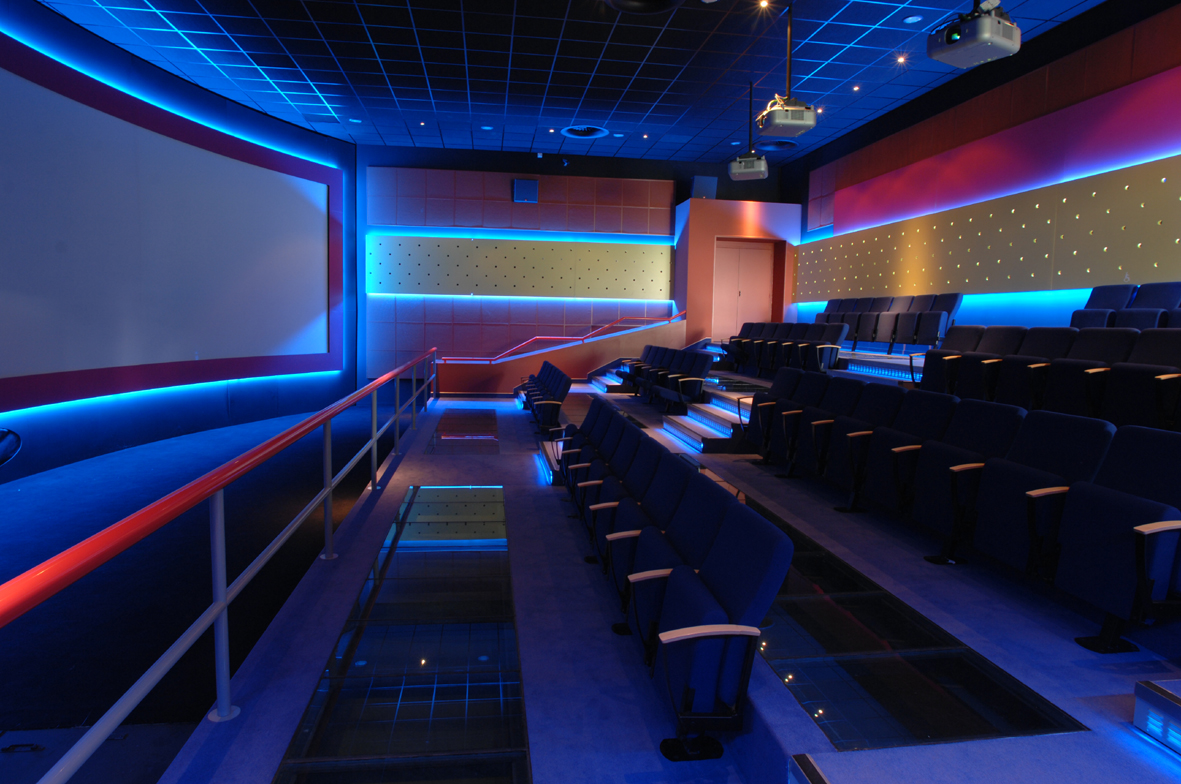
Salle de conférence et de projection, Observo.

Une salle de conférence ou salle de réunion est une salle prévue pour des événements singuliers tels que des conférences d'affaires et réunions . On le trouve couramment dans les grands hôtels et les centres de congrès, bien que de nombreux autres établissements, y compris même les hôpitaux  aient un. Parfois, d'autres salles sont modifiées pour les grandes conférences telles que les arénas ou les salles de concert . Des avions ont été équipés de salles de conférence. Les salles de conférence peuvent être sans fenêtre pour des raisons de sécurité. Un exemple d'une telle pièce est dans le Pentagone , connu sous le nom de Tank[réf. nécessaire] . 
En règle générale, l'installation fournit des meubles , des rétroprojecteurs , un éclairage de scène et un système de son . 
Il est normalement interdit de fumer dans les salles de conférence, même lorsque d'autres parties des bâtiments le permettent. 
Parfois, le terme «salle de conférence» est utilisé comme synonyme de  centre de conférence[Interprétation personnelle ?][réf. nécessaire]  comme, par exemple, dans  Bandaranaike Memorial International Conference Hall ».
Certaines salles de réunion sont équipées d'un logiciel de gestion des réservations, selon les besoins de l'entreprise qui en est propriétaire.
Généralement, un bureau de taille moyenne à grande ou un établissement d'enseignement postsecondaire dispose de salles de réunion plus petites, souvent appelées salle de conférence ou salle de réunion[Interprétation personnelle ?].

## Configurations possibles

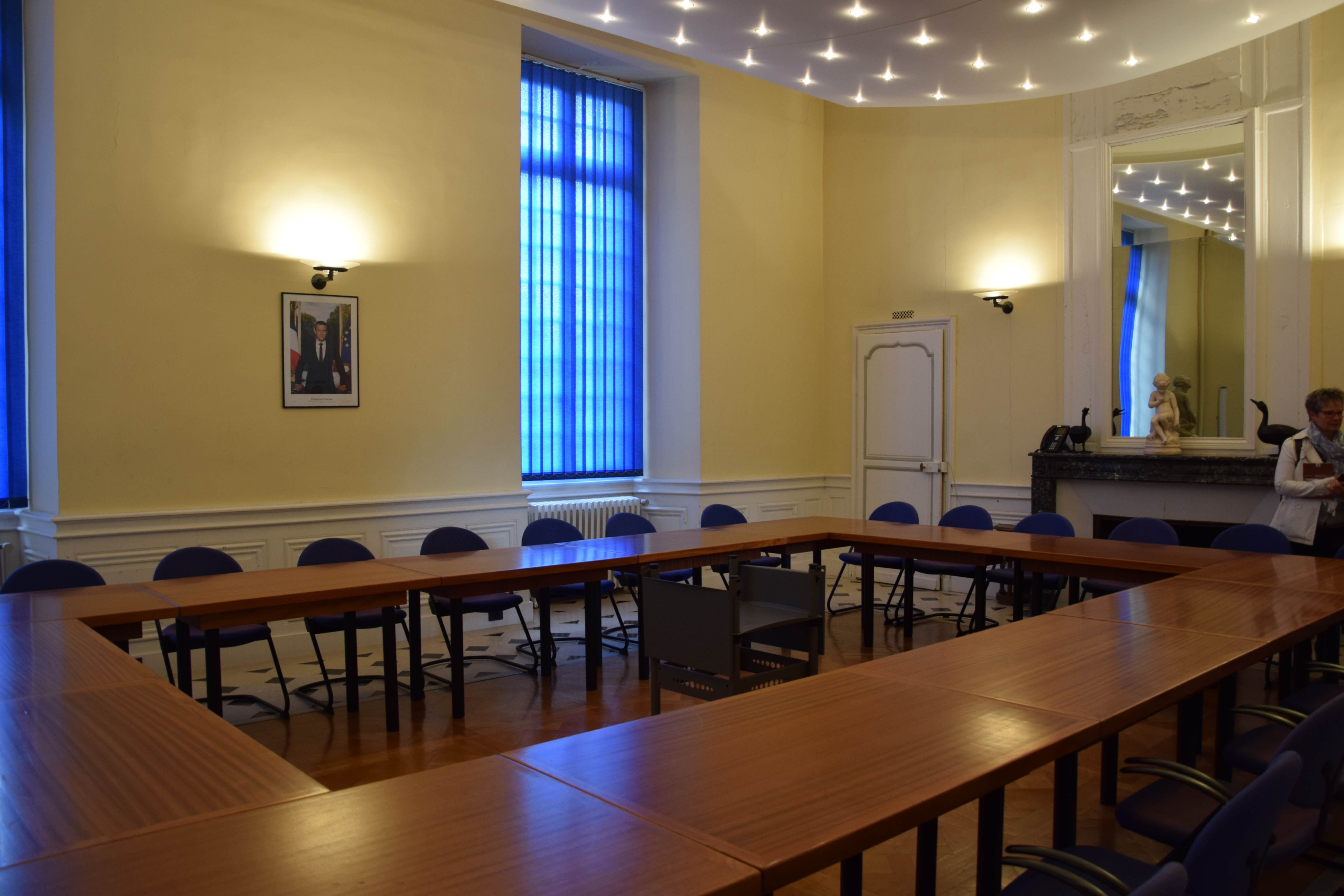

Une salle avec un certain nombre d'espaces de réunion informels de différentes tailles.
Selon le but de la réunion, les salles de conférence peuvent être aménagées dans différents styles. Parfois, le mobilier peut même être déplacé facilement avant une réunion pour répondre aux besoins particuliers de chaque réunion. Les styles couramment utilisés incluent  :
- Style auditorium
- Style de banquet
- Style carré creux
- Salle de classe (chaque participant a son propre petit bureau).
- Cinéma (comme en classe mais sans bureau)
- Style en U
- Style de conférence